# Ferme des Graves
La ferme des Graves est une ferme située à Redortiers, en France dans le département des Alpes-de-Haute-Provence.

## Localisation
La ferme est située sur la commune de Redortiers, dans le département français des Alpes-de-Haute-Provence.

## Historique
Cette ferme était à l'origine la propriété de la famille Coulomb. À la suite du dépeuplement précoce de Redortiers au XIXe siècle, la famille abandonne la maison. Cependant, en partant, les propriétaires ne démontent pas le toit (pratique courante pour échapper à l'impôt), contrairement à la majorité des habitants de Redortiers.
Lorsque des amis de Jean Giono la découvrent dans les années 1930, elle est encore en très bon état, après pourtant presque cent ans d'abandon, alors que le village de Redortiers est déjà en ruine. Séduits par le lieu et souhaitant redonner vie aux villages désertés de Haute Provence comme Redortiers, ils achètent la ferme, qui devient un des lieux des Rencontres du Contadour de 1935 à 1939.
Le bâtiment, bien conservé et connu sous le nom de « Moulin de Giono », a été inscrit au titre des monuments historiques en 1996.